# Bretó mitjà

Reculada de les àrees de parla bretona

Bretó mitjà (krennvrezhoneg en bretó) és el nom que actualment es dona al bretó armoricà que es parlava entre l'any 1100 i el segle xvii. És conegut gràcies a una important creació literària amb poesia i teatre d'inspiració religiosa.

## Cronologia del bretó mitjà (1100 - 1659)
S'hi distingeix els períodes següents:
- 1100 - 1450 : pre bretó mitjà
- 1450 - 1600 : bretó mitjà clàssic
- 1600 - 1659 : bretó mitjà tardívol

## Literatura en bretó mitjà
El període del bretó mitjà destacà per la seva producció literària de caràcter religiós i profà. Entre les composicions poètiques més importants hi ha Tremenuan an Ytron Guerches Maria, Pemzec levenez Maria, Buhez Mabden, Mellezour an maru (El mirall de la mort, 3.600 versos), An dialog etre arzur roe d'an bretounet ha guynglzaff (1450) i Nouelou ancien ha devot de Tangi Gwegen, de 1650. És més rar el seu ús en prosa, on només hi ha la traducció del llati Buhez an Itron Sanctes Cathell, llibre de 31 pàgines imprès el 1576 al monestir de Saint-François de Morlaix, un Dictionnaire et colloques françois et bretons, de Quiguer, imprès el 1632, 1633, 1652, 1671, i la peça més coneguda, el Catholicon, diccionari trilingüe imprès el 1499 a Tréguier.
Més interessant és la producció teatral. Es tracta de peces de caràcter medieval similars als misteris que triomfaven a la resta de França en aquells anys. Destaquen la Buhez Santez Nonn (2.804 versos), el Dasorc'hidigezh Jezuz-Krist (Misteri de la resurrecció de Jesucrist, s. XVIII), An ene christen e bali an Ee de V. Roudaut,, la tragèdia Buhez Santez Barba, el misteri Ar varn diwezhañ (s. XVIII, 5.647 versos) Buhez Santez Gwenole, Burzud bras Jezuz (El gran misteri de Jesús) publicat per Théodore Hersart de la Villemarqué el 1856, el misteri Dismantr Jerusalem (Presa de Jerusalem), Meneget evel Loeiz Eunius a-wechoù e brezhoneg (Louis Ennius o el purgatori de Sant Patrici) editat per Georges Dottin el 1911, i la comèdia Amourousted an den coz (Els amors d'un ancià).